# Kainiter
Kainiter var en gnostisk och antinomistisk sekt som fanns på 300-talet e.Kr. De omnämns bland annat i Irenaeus skrifter. Kainiterna hyllade Kain (därav namnet) och Judas Iskariot. Deras tro var att denna världens gud är ond, och att allt som anses vara gott enligt Bibeln i själva verket är ont. De hyllade även bibelns Eva, Esau och människorna i Sodom. 